# 金子裕子
金子 裕子（かねこ ひろこ、1958年3月28日 - ）は、日本の公認会計士、元アナウンサー。早稲田大学大学院教授、金融庁企業会計審議会委員、商工組合中央金庫監査役、神奈川中央交通取締役、三菱HCキャピタル取締役、信越化学工業監査役、日本政策投資銀行監査役。

## 人物・経歴
九州大学文学部哲学科卒業後、1980年札幌テレビ放送入社、アナウンサーとなる（同期に石田久美子、宇都宮庸子）。退社後、1989年太田昭和監査法人入所。2003年金融庁総務企画局企業開示課出向（企業会計審議会事務局、証券監督者国際機構開示小委員会日本代表）。2007年新日本有限責任監査法人パートナー。2010年新日本有限責任監査法人シニアパートナー、公認会計士試験監査論試験委員。2012年Winning Woman Network（WWN）設立。2018年早稲田大学大学院会計研究科教授、商工組合中央金庫監査役。2019年神奈川中央交通取締役。2020年三菱UFJリース監査役。2021年三菱HCキャピタル取締役、金融庁企業会計審議会委員。最高裁判所入札監視委員会委員、文部科学省地域科学技術イノベーション推進委員会委員なども務めた。2022年横浜ゴム取締役。2023年信越化学工業監査役、日本政策投資銀行監査役。

## 著書
- 『新会計基準の実務 : 2008-2010』中央経済社 2008年
- 『連結財務諸表規則逐条詳解』中央経済社 2011年
- 『こんなときどうする？引当金の会計実務』中央経済社 2014年
- 『キラキラ女性経営者を目指す! 会社経営の教科書』同文舘出版 2014年
- 『注文の多い料理店で学ぶ収益認識会計』中央経済社 2020年

## 出演番組
- 2時のワイドショー
- アタックヤング